# Trượt băng tốc độ cự ly ngắn tại Thế vận hội Mùa đông 2018 - Vòng loại
Dưới đây là quy tắc xét tư cách tham dự và cách thức phân bổ số suất của môn trượt băng tốc độ cự ly ngắn tại Thế vận hội Mùa đông 2018.

## Quy tắc xét loại
Có tổng cộng 120 vận động viên được phép tranh tài tại đại hội (60 nam và 60 nữ). Các quốc gia được trao suất dựa trên thành tích của họ tại ISU Short Track Speed Skating World Cup 2017-18. Mỗi quốc gia được phép có tối đa 5 vận động viên trên một giới tính nếu họ giành được vé tham dự nội dung tiếp sức, nếu không họ được tối đa ba suất/giới tính. Chủ nhà Hàn Quốc được đảm bảo đủ 10 vận động viên. Có tối đa 32 vận động viên cho các nội dung 500m và 1000m; 36 cho các nội dung 1500m; và 8 cho tiếp sức.

## Phân bổ suất
Các suất cuối cùng được công bố bởi ISU vào ngày 23 tháng 11 năm 2017. Bắc Triều Tiên được thêm 2 suất vào ngày 20 tháng 1 năm 2018.
| Quốc gia                     | 500m nam | 1000m nam | 1500m nam | Tiếp sức nam | 500m nữ | 1000m nữ | 1500m nữ | Tiếp sức nữ | VĐV                |
| ---------------------------- | -------- | --------- | --------- | ------------ | ------- | -------- | -------- | ----------- | ------------------ |
| Úc                           | 1        |           | 1         |              |         | 1        | 1        |             | 2                  |
| Belarus                      |          |           | 1         |              |         |          |          |             | 1                  |
| Bỉ                           |          |           | 2         |              |         |          |          |             | 2                  |
| Canada                       | 2        | 3         | 3         | X            | 3       | 3        | 3        | X           | 10                 |
| Trung Quốc                   | 3        | 3         | 3         | X            | 3       | 3        | 3        | X           | 10                 |
| Cộng hòa Séc                 |          |           |           |              |         |          | 1        |             | 1                  |
| Pháp                         | 2        | 2         | 2         |              | 2       | 1        | 2        |             | 4                  |
| Đức                          |          |           | 1         |              | 2       | 2        | 2        |             | 2                  |
| Anh Quốc                     |          | 2         | 1         |              | 3       | 3        | 3        |             | 5                  |
| Hungary                      | 3        | 2         | 3         | X            | 2       | 2        | 2        | X           | 10                 |
| Israel                       | 1        | 1         | 1         |              |         |          |          |             | 1                  |
| Ý                            | 1        | 2         | 2         |              | 3       | 2        | 2        | X           | 7                  |
| Nhật Bản                     | 2        | 3         | 3         | X            | 1       | 2        | 3        | X           | 10                 |
| Kazakhstan                   | 3        | 1         | 2         | X            | 1       | 2        | 2        |             | 7                  |
| Latvia                       | 1        | 2         | 1         |              |         |          |          |             | 2                  |
| Hà Lan                       | 3        | 3         | 2         | X            | 3       | 3        | 2        | X           | 10                 |
| CHDCND Triều Tiên            | 1        |           | 1         |              |         |          |          |             | 2                  |
| Ba Lan                       | 1        |           |           |              | 2       | 1        | 1        |             | 3                  |
| Vận động viên Olympic từ Nga | 3        | 3         | 3         |              | 2       | 2        | 2        | X           | 7                  |
| Singapore                    |          |           |           |              |         |          | 1        |             | 1                  |
| Hàn Quốc                     | 3        | 3         | 3         | X            | 3       | 3        | 3        | X           | 10                 |
| Thụy Điển                    |          |           | 1         |              |         |          |          |             | 1                  |
| Hoa Kỳ                       | 3        | 2         | 3         | X            | 2       | 2        | 3        |             | 8                  |
| Tổng: 22 nước                | 33       | 32        | 37        | 8            | 32      | 32       | 36       | 8           | 115 (59 nam/56 nữ) |

Anh Quốc và Kazakhstan nhận được các suất tái phân bổ ở 1500m nam; Kazakhstan nhận được suất tiếp sức nam ban đầu thuộc về Nga.  Nga vẫn tham dự nội dung tiếp sức nữ, nhưng chỉ sử dung bốn trong năm suất.